# Love Don't Come Easy
Love Don't Come Easy è una power ballad del gruppo musicale statunitense White Lion. È stata pubblicata come primo singolo dell'album Mane Attraction del 1991 ed è stata accompagnata da un video musicale. Ha raggiunto la posizione numero 24 della Mainstream Rock Songs negli Stati Uniti.

## Tracce
1. Love Don't Come Easy – 4:10
2. Out With the Boys – 4:32

## Formazione
- Mike Tramp – voce
- Vito Bratta – chitarre
- James Lomenzo – basso
- Greg D'Angelo – batteria

## Classifiche
| Classifica (1991)             | Posizione massima |
| ----------------------------- | ----------------- |
| Stati Uniti (mainstream rock) | 24                |